# Sokolovo

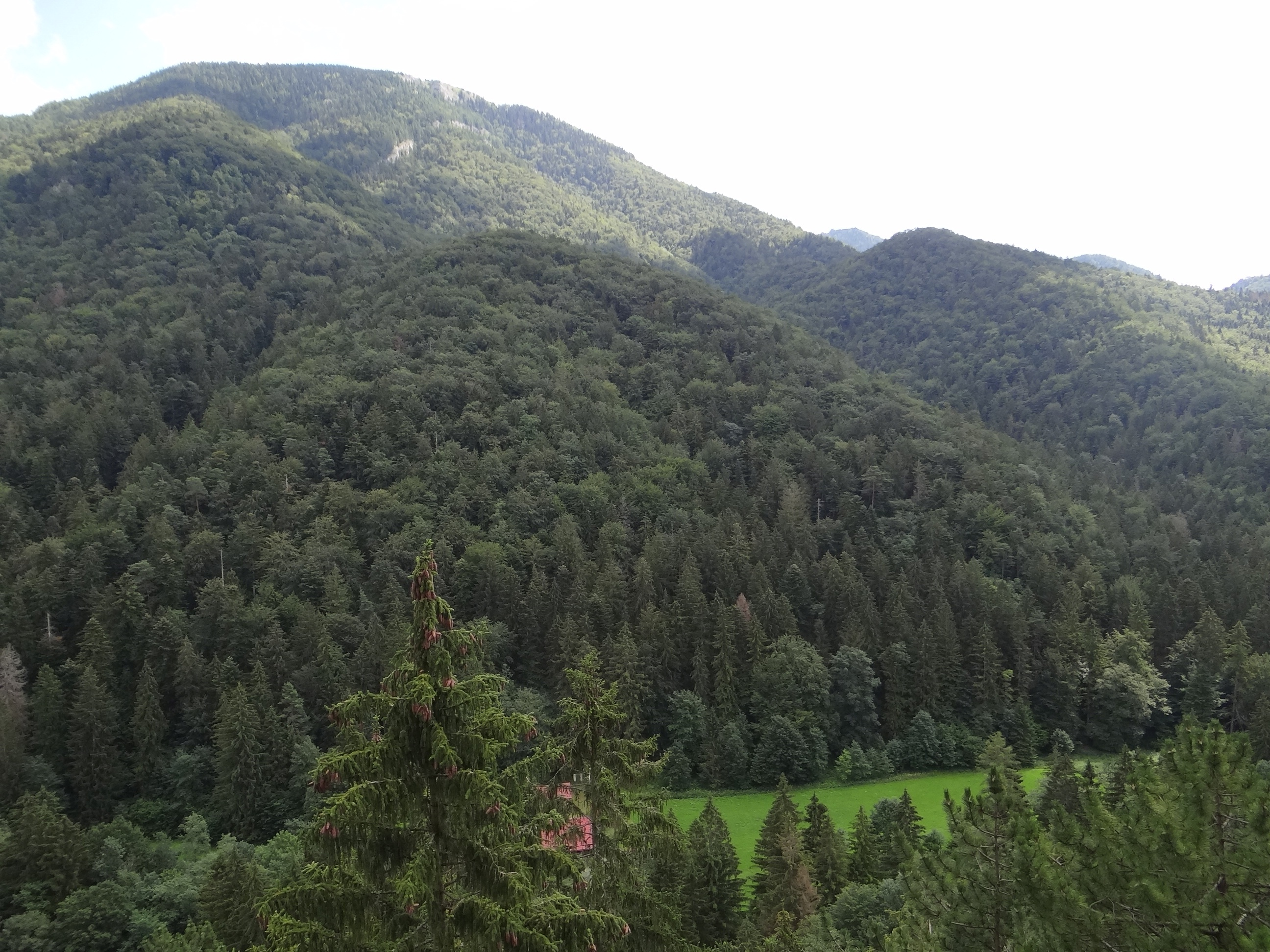
Widok z Zamku Blatnica na Tlstą i wcinające się w nią dwie doliny: Sokolovo (po lewej) i Vapenná dolina (po prawej)

Sokolovo – dolina w Wielkiej Fatrze na Słowacji. Jest orograficznie lewym odgałęzieniem Gaderskiej doliny wcinającym się w północne stoki szczytów Tlstá (1373 m) i  Lubená (1414 m).
Sokolovo wyżłobiona jest w skałach wapiennych. Jest to porośnięta lasem dolina o stromych zboczach, co nadaje jej charakter wąwozu. W jej ścianach są liczne wapienne skały. Znajduje się na obszarze Parku Narodowego Wielka Fatra i podlega dodatkowej ochronie, znajduje się bowiem w rezerwacie przyrody Tlstá. Jest to rezerwat o najwyższym (piątym) stopniu ochrony.
Przez Sokolovo nie prowadzi żaden szlak turystyczny.